# Rachel Elkind-Tourre
Rachel Elkind-Tourre (San Francisco, 23 de febrero de 1939) es una intérprete de música clásica, productora discográfica y compositora estadounidense. Es conocida por haber producido el trabajo de Wendy Carlos, sobre todo el álbum superventas de 1968 Switched-On Bach.

## Vida
Elkind nació y se crio en San Francisco. Se trasladó a Nueva York con la esperanza de convertirse en cantante de jazz.

## Carrera
Trabajó estrechamente con Wendy Carlos desde 1967 hasta 1980, fecha en la que se trasladó a Francia con su marido, Yves Tourre. Produjo el trabajo de Wendy Carlos, sobre todo el álbum Switched-On Bach de 1968. Carlos considera que la contribución de Elkind a su obra ha sido infravalorada y la califica de «compañera “silenciosa”» y su trabajo de «fundamental para mi éxito». La voz de Elkind se procesó con un vocoder en numerosas grabaciones de Carlos. También figura como cocompositora de la banda sonora para la película El resplandor dirigida por Stanley Kubrick en 1980.
En 1971 produjo para Columbia Records el álbum One Voice Many, de la banda de rock Michaelangelo.